# USS Preston (DD-795)
Lo USS Preston (hull classification symbol DD-795) è stato un cacciatorpediniere di classe Fletcher della Marina degli Stati Uniti. 
Il Preston fu ordinato alla Bethlehem Steel Co., Shipbuilding Division, di San Pedro il 13 giugno 1943; venne varato 12 dicembre 1943 ed entrò in servizio il 20 marzo 1944 con il comandante GS Patrick.

## Storia

### Seconda guerra mondiale
Dopo le prove in mare al largo della California e ed esercitazioni prolungate nelle acque hawaiane, il Preston lasciò Pearl Harbor per la zona di combattimento delle Isole Marianne il 1 ° luglio 1944. Il 17 arrivò al largo di Guam e fino all'8 agosto pattugliò le aree di trasporto al largo delle spiagge d'assalto. Seguirono due giorni nel porto di Apra, dopo di che salpò per Eniwetok. Il 29 agosto entrò a far parte della Task Force 38 (TF 38) e navigò verso ovest. Tra il 6 e l'8 settembre fece da schermo alle portaerei durante gli attacchi contro le Palau e, poi, durante le sortite contro le posizioni giapponesi nel sud e nelle Filippine centrali. Dopo aver completato le operazioni il 14, tornò alle Palau per coprire gli sbarchi su Peleliu e Anguar, quindi tornò alle Filippine prima di ritirarsi a Ulithi . 
Il Preston, riassegnato a TF  54 dopo essere tornato a Ulithi all'inizio di marzo, salpò per il Ryukyus il 21 marzo per schermare i gruppi di bombardamento e demolizione subacquea. Tra il 24 marzo e il 1º aprile operò al largo di Kerama Retto, poi si spostò per bombardare al largo le spiagge di Hagushi. Continuando il servizio di supporto al fuoco fino a giugno, fornì assistenza alle truppe dell'Esercito e del Corpo dei Marines nella penisola di Motobu; nelle aree di Nago Wan, Nakagusuku Wan e Naha; e su Ie Shima e Kutaka Shima. All'inizio di giugno condusse pattuglie contro le navi suicide, per poi tornare alle attività di supporto al fuoco.
Dopo la resa giapponese, il 14 agosto, il Preston rimase nell'area di Okinawa in servizio di soccorso aereo-marittimo. Il 6 settembre salpò per gli Stati Uniti, arrivando a San Pedro, in California, il 24 settembre per iniziare l'inattivazione. A novembre si trasferì a San Diego, dove fu ritirato dal servizio il 24 aprile 1946 per essere destinato come unità della flotta della Riserva del Pacifico. 

### 1951 - 1969
Riattivato in seguito allo scoppio delle ostilità in Corea, il Preston riprese il mare il 26 gennaio 1951 e ad aprile tornò verso la costa orientale. La modernizzazione a Filadelfia precedette un breve soggiorno nella sua città natale di Newport. La nave perse un cannone 5 "/ 38 (n. 3) che fu sostituito da uno nuovo; altre modifiche importanti in armamenti, radar e altre capacità vennero apportate in questo momento. Il 9 gennaio 1952 navigò verso est con il suo schieramento nel Mediterraneo . 
Il 1º aprile 1953 lasciò la costa della Nuova Inghilterra per il Pacifico e tornò a combattere in Estremo Oriente. Arrivando in Giappone all'inizio di maggio, operò con la forza portaerei veloci, TF   77, fino a giugno, poi si unì al blocco delle Nazioni Unite e alla forza di scorta, TF   95. Con la firma della tregua il 27 luglio, il Preston prese il mare per Newport e, navigando via Suez, completò la crociera intorno al mondo arrivando a Boston a ottobre. Dopo lavori di revisione tra maggio e settembre 1954 operò con le unità HUK (Hunter Killer) della flotta atlantica. Nel 1955 un altro dispiegamento nel Mediterraneo fu seguito da esercitazioni di guerra antisommergibile (ASW) e il 15 marzo 1956 salpò per la baia di Narragansett e tornò sulla costa occidentale. 
Assegnato al Destroyer Squadron 23 (DesRon 23), il Preston arrivò a Long Beach il 15 aprile e fino a maggio operò al largo delle coste della California. A giugno navigò verso ovest per il suo primo schieramento in Estremo Oriente in tempo di pace e iniziò un programma di rotazione regolare con la 7ª flotta nel Pacifico occidentale e con la 1ª flotta, incluse esercitazioni con le marine della SEATO e altri alleati, il servizio di pattugliamento di Taiwan, l'addestramento sulla costa occidentale e crociere nell'Artico e nel Pacifico centrale. Nel dicembre del 1958, il Preston aiutò la città giapponese di Keniya, devastata dagliincendi, fornendo cibo e vestiti alla popolazione locale. Nel 1962 alternò le operazioni artiche invernali con la partecipazione a test nucleari nei climi più miti del Pacifico. Nel marzo 1964 il Preston fu dispiegato nell'area operativa WestPac con la 7ª flotta, trascorrendo gran parte del suo tempo nel Mar Cinese Meridionale con brevi visite in Giappone. Assegnato al TG   77.6 a fine luglio, si recò dapprima a Hong Kong e poi lasciò il Golfo del Tonchino a seguito del primo attacco nordvietnamita al cacciatorpediniere Maddox il 2 agosto. parte del Carrier Task Group guidato dalla portaerei Constellation, il Preston partecipò ai primi contrattacchi contro il Vietnam del Nord, azione che portò a un encomio presidenziale dell'unità. Quindi nel 1965 fu dispiegato per la seconda volta nell'area di combattimento del Vietnam: assegnato al TG   77.5 il 12 agosto, eseguì la scorta per le portaerei Coral Sea (CV-43) e Ticonderoga (CV-14), e fornì supporto di fuoco alle truppe di terra fino alla fine del 1968. 
Il Preston fu ritirato dal servizio e rimosso dal registro navale il 15 novembre 1969. 
Il Preston guadagnò 6 battle stars durante la seconda guerra mondiale e una durante la guerra di Corea. Ha conseguito inoltre un encomio dell'unità presidenziale assegnato nell'agosto 1964 per l'azione del Golfo del Tonchino. 

### TCGIcel
Il Preston fu trasferito alla Turchia il 15 novembre 1969 e ribattezzato TCG İçel (D 344). 
Lo Icel fu radiato e demolito nel 1981.